# 中山公園 (上海)

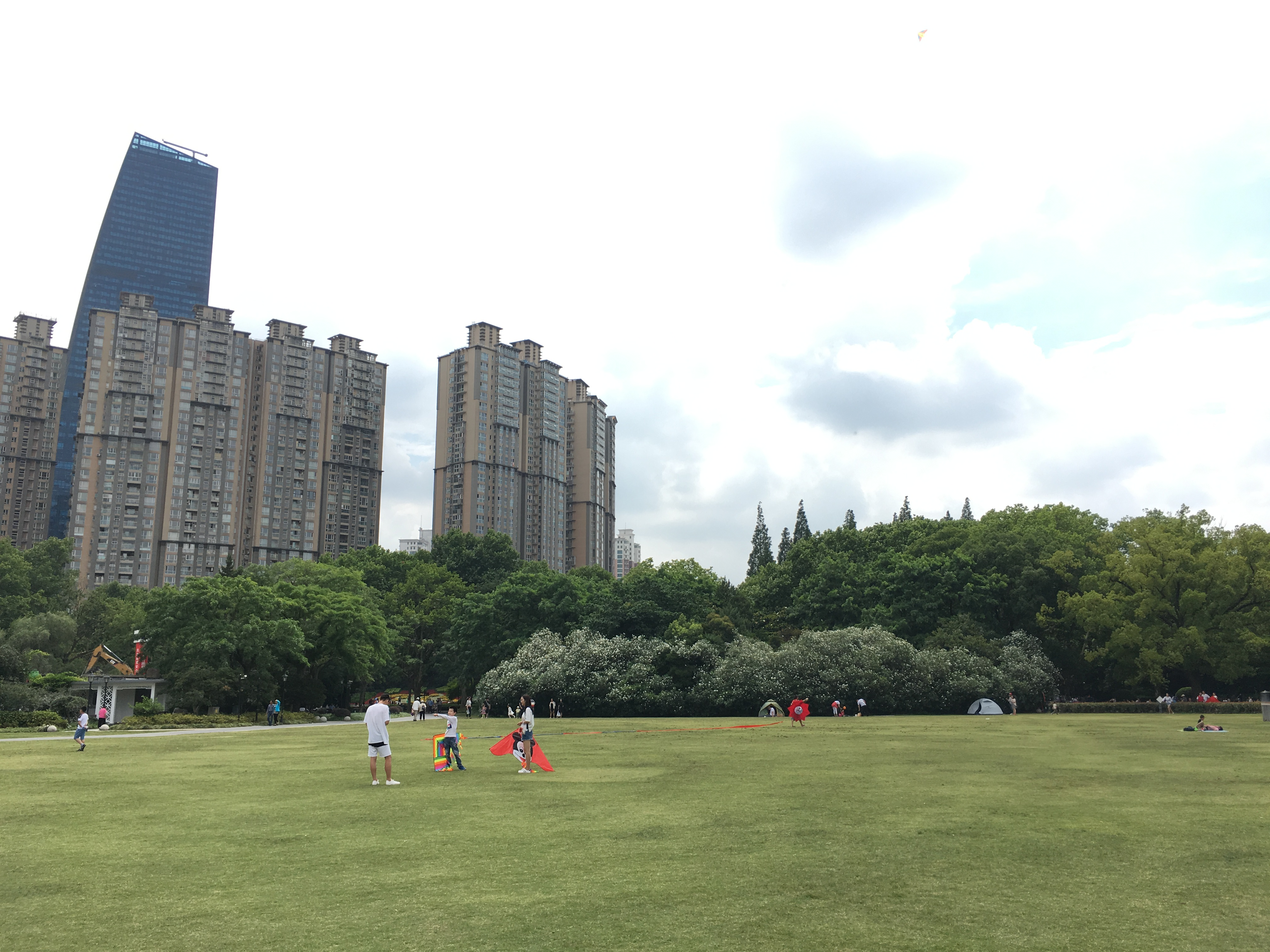
中山公園

中山公園（ちゅうざんこうえん）は、中華人民共和国上海市長寧区にある公園。歴史は長く、第二次世界大戦以前まではジェスフィールドパークと呼ばれ、中華人民共和国成立後に、孫中山（孫文）を由来した名称へ変更した。

## アクセス
- 中山公園駅